# HD 179497
HD 179497，又名BD-12 5311，SAO 162326、HR 7282，是一颗恒星，视星等为5.51，位于銀經24.34，銀緯-10.35，其B1900.0坐标为赤經19h 7m 40.1s，赤緯-12° -10.35′ 1″。